# Окницер, Арн
Арн (Арон) О́кницер (идиш אהרון אָקניצער‎‎, настоящая фамилия Ройтман; 1899, Окница, Хотинский уезд, Бессарабская губерния — ?) — бессарабский еврейский писатель. Писал на идише.

## Биография
Арн Окницер (на идише дословно: окницкий, из Окницы) родился в одноимённом местечке Окница, на границе Сорокского и Хотинского уездов Бессарабской губернии (теперь райцентр Окницкого района Молдовы), в семье мясника. Получил традиционное еврейской образование. Стал убеждённым толстовцем и вегетарианцем. Некоторое время жил в Бразилии (где начал публиковать литературно-критические статьи), затем в Италии, работал на стройках, выучил итальянский язык и занимался переводом «Божественной комедии» Данте на еврейский язык. По возвращении из Италии поселился в Бухаресте, где в 1930-е годы сотрудничал с литератором Шлоймэ Биклем, входил в литературное объединение молодых бессарабских литераторов (Эршл Цельман, Срул Бронштейн, Ихил Шрайбман, Зише Багиш, Азриэл Ройтман и другие). Был известен как блестящий стилист, печатал отшлифованную, филигранную прозу в еврейских периодических изданиях Бухареста.
В конце 1930-х годов Арн Окницер оказался в центре печально известного судебного разбирательства. В 1937 году в издательстве М. Винчевского вышла его первая книга прозы «Евангелише Мотивн» (Евангелические мотивы). В том же году, Окницер был привлечён к суду за подрыв государственных устоев и коммунистическую пропаганду. Собственно сам факт издания на еврейском языке книги с новозаветной тематикой вменялся ему в вину как святотатственный. На судебных заседаниях военного трибунала присутствовали представители еврейской литературной среды города во главе с прозаиком Мойше Альтманом и румынско-еврейским писателем Ури Бенадором. Последний перевёл книгу на румынский язык и переслал перевод известному румынскому православному священнику, теологу и литератору Гала Галактиону, переводчику Библии на современный румынский язык. Галактион лично появился в зале суда и выступил с часовой речью в защиту подсудимого, восхвалив литературные достоинства книги и призвав присяжных не только отпустить подсудимого, но и принести ему свои извинения. Окницер был оправдан в тот же день. Однако доступ к печати был теперь закрыт и ему пришлось вернуться в Окницу. Умер в Черновцах (по некоторым данным, в середине 1960-х годов). Большая часть рукописей писателя были утеряны в годы Великой Отечественной войны.